# Leopoldo Peñarroja Torrejón
Leopoldo Peñarroja Torrejon (la Vall d'Uixó, Plana Baixa, 24 de juny de 1954) és un historiador valencià que va aconseguir certa notorietat en cercles acadèmics amb la publicació de l'obra El mozárabe de Valencia, la controvertida tesi del qual principal era l'existència d'una bàsica continuïtat lingüística entre el romanç anterior a la reconquesta (o mossàrab) i el valencià, el qual no constituiria una derivació directa de l'Idioma català.
És llicenciat en Filosofia i Lletres per la Universitat de València, doctor en Història per la Universitat de Saragossa i Acadèmic de la RACV. De desembre del 1985 a juny del 2004 va ser membre del Consell Valencià de Cultura a proposta del Partit Popular i d'Unió Valenciana.
Ha treballat sobre temes relacionats amb els mossàrabs espanyols, i més específicament sobre les parles d'estos als territoris de la Corona d'Aragó. És autor de més d'un centenar d'articles de temàtica històrica i filològica, referits especialment a àmbits com la Gramàtica Històrica, la Dialectologia Mossàrab, la Toponímia Valenciana, el Cristianisme primitiu i postislàmic i la València morisca.

## Controvèrsia sobre la seua obra
L'obra El mozárabe de Valencia. Nuevas cuestiones de fonología mozárabe, on es manté entre altres tesis la connexió del valencià amb el mossàrab anterior a la conquesta cristiana, ha estat molt criticada per diversos filòlegs (C. Barceló, A. Ferrando, G. Colón, etc.). D'altra banda, l'obra ha estat ben valorada per uns altres arabistes i romanistes (David. A. Griffin, Michel Banniard, F. Abad,J. L. Rivarola, etc.). En una posició neutra o allunyada figurarien autors com a F. Marcos Marín i els qui al·ludeixen a l'obra citada com a font d'informació objectiva per a la història lingüística peninsular, així J. M. Lipski, Ralph Penny o Busts Tovar. D'altra banda, les recerques de Peñarroja pel que fa a la vida dels cristians sota l'Islam han estat, en general, ben valorades.

## Obres
És autor de:
- Moriscos y repobladores en el Reino de Valencia: la Vall d'Uxó (1525-1625). Del Cenia Al Segura, Valencia, 1984. ISBN 84-85446-23-2
- El mozárabe de Valencia: nuevas cuestiones de fonología mozárabe. Editorial Gredos, 1990. ISBN 84-249-1418-X
- Cristianos bajo el Islam: los mozárabes hasta la reconquista de Valencia. Editorial Gredos, 1993. ISBN 84-249-1633-6
- Cristianismo valenciano. De los orígenes al siglo XIII, Ajuntament de Valencia, Valencia, 2007. ISBN 978-84-8484-218-7
- Documenta Ecclesiae Uxonensis (Colección de documentos para la historia eclesiástica de Uxó), en El legado del Ángel, Castellón, 2008. ISBN 978-84-482-5136-9
- La qüestió valenciana. Mig sigle de Filologia. Assaig - pròleg a la reed. de V. Simó Santonja, ¿Valenciano o catalán?, Valencia, 2013. ISBN 978-84-96068-29-2
- Historia de Vall d'Uxó. Diputació Provincial, Castelló, 2013. ISBN 978-8415301-30-1. Historia de Vall d'Uxó [2ª edición revisada y aumentada]. Diputació Provincial, Castelló, 2015. ISBN 978-84-617-2175-7
- "Los escribas del Repartiment de Valencia y la diptongación mozárabe de /é/, /ó/, Archivo de Filología Aragonesa 44-45 (1990), pp. 209-227.
- "El árabe kanisa 'iglesia' en la toponimia española", Revista de Filología Española 71 (1991), pp. 363-370
- "Los predicativos en español", Thesaurus, BICC 47-2 (1992), pp. 405-422.
- "El romance nativo del Valle del Ebro y de la Frontera Superior de Al-Ándalus [The Native Romance of the Ebro Valley and the 'Upper Frontier' of Al-Ándalus]", Aragón en la Edad Media 20 (2008), pp. 615-634.
- "Cristianos en Valencia antes y después de 711. Una reflexión histórica e historiográfica", Debats 113 (2011), pp. 56-67

## Premis
Ha rebut els següents premis:
- Premi Extraordinari de l'Ajuntament de València en els Jocs Florals de la Ciutat i Regne de València de Lo Rat Penat
- Premi Vinatea, 1998
- Medalla del centenari de Lo Rat Penat, 1998
- Prohom de Lo Rat Penat, 1999
- Vicentet d'honor al Mèrit Cultural de La Vall d'Uxó
- Premi Josep María Guinot a les Lletres Valencianes, 2003
- Palma Daurada individual d'Elig, 2004.